# Alfa Romeo Spider (1966)

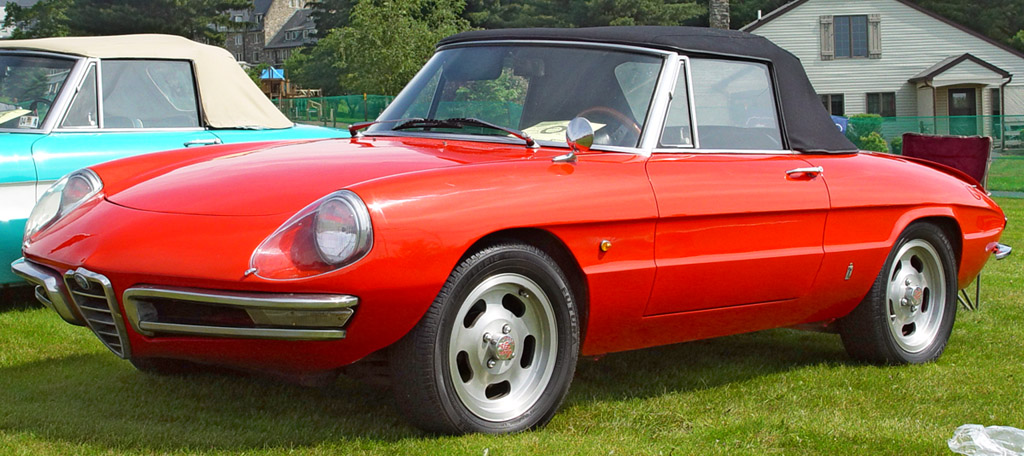
Alfa Romeo 1600 Spider Duetto.

El Alfa Romeo Spider es un roadster producido por el fabricante de automóviles italiano Alfa Romeo desde el año 1966 hasta 1993. Ampliamente considerado como un diseño clásico, que se mantuvo en producción durante casi tres décadas con pequeñas modificaciones estéticas y mecánicas. Las tres primeras series fueron hechas por Pininfarina en Grugliasco y la cuarta serie en San Giorgio Canavese.
Al término de su fabricación, Alfa Romeo continuó usando la denominación Spider para describir a las versiones descapotables del Alfa Romeo GTV (1995-2006) y luego del Alfa Romeo Brera (2006-2010).

## Historia

### Desarrollo
En 1962, Alfa Romeo presentó la nueva serie 105 Giulia, que primero complementó para luego sustituir a la serie 101 Giulietta. Las variantes deportivas del Giulietta siguieron a la venta durante varios años más, actualizadas con el motor de 1,6 litros del Giulia y rebautizadas Giulia, hasta que estuvieron listas las variantes análogas de los nuevos modelos.
En 1964, la tarea de esbozar la versión spider fue confiada a Bertone que preparó el prototipo del modelo GTC, basado en un diseño de Giorgetto Giugiaro, luego producido en serie por Carrozzeria Touring y puesto a la venta en 1965.
La poca acogida recibida por el mercado al nuevo "GTC" convenció a la empresa de Arese para encontrar una solución alternativa. El cambio de rumbo fue drástico, determinado también por el hecho de que el potencial de producción de Carrozzeria Bertone estaba casi completamente absorbido por el pedido obtenido de FIAT para la construcción del modelo 850 Spider, y que Carrozzeria Touring atravesaba un período de crisis.

## El origen estético

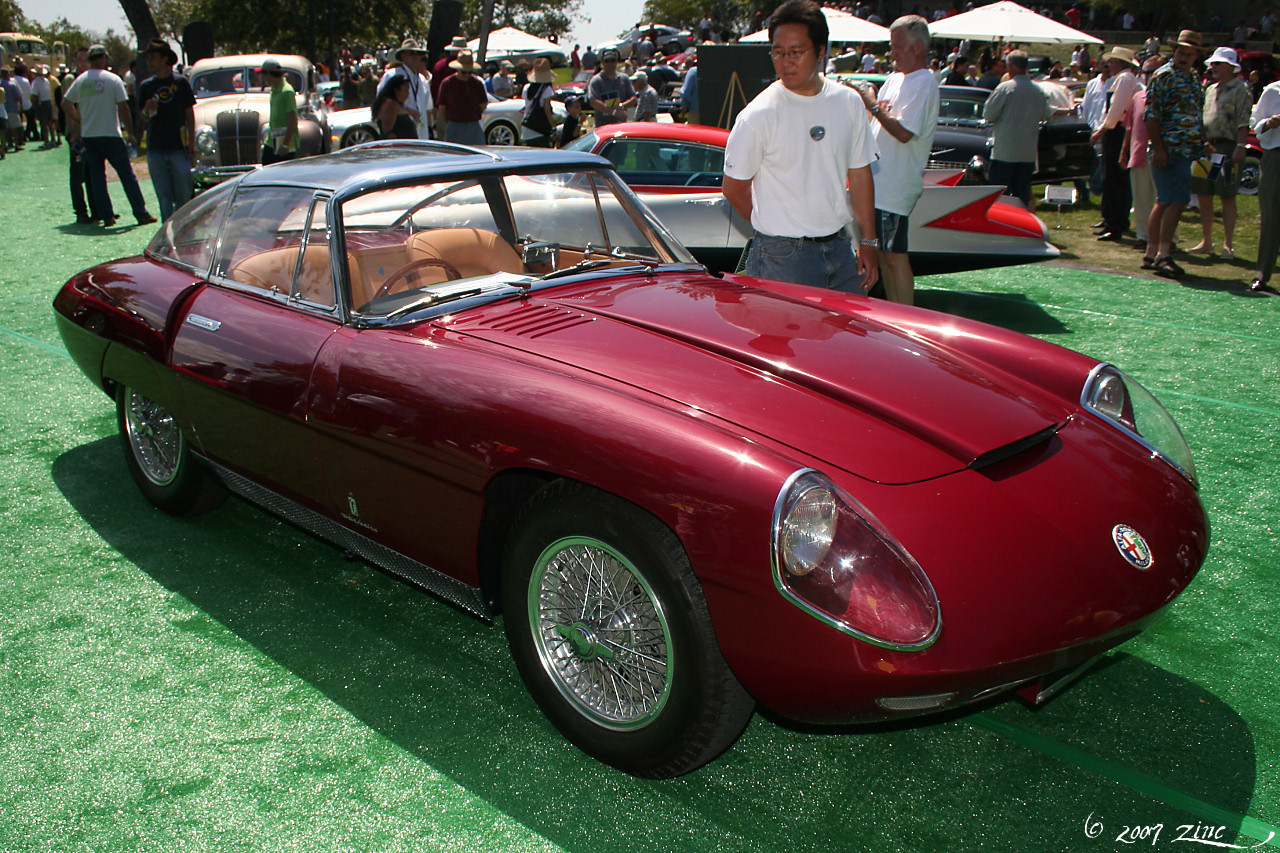
El Alfa Romeo 6C 3000 CM Super Flow IV de 1960

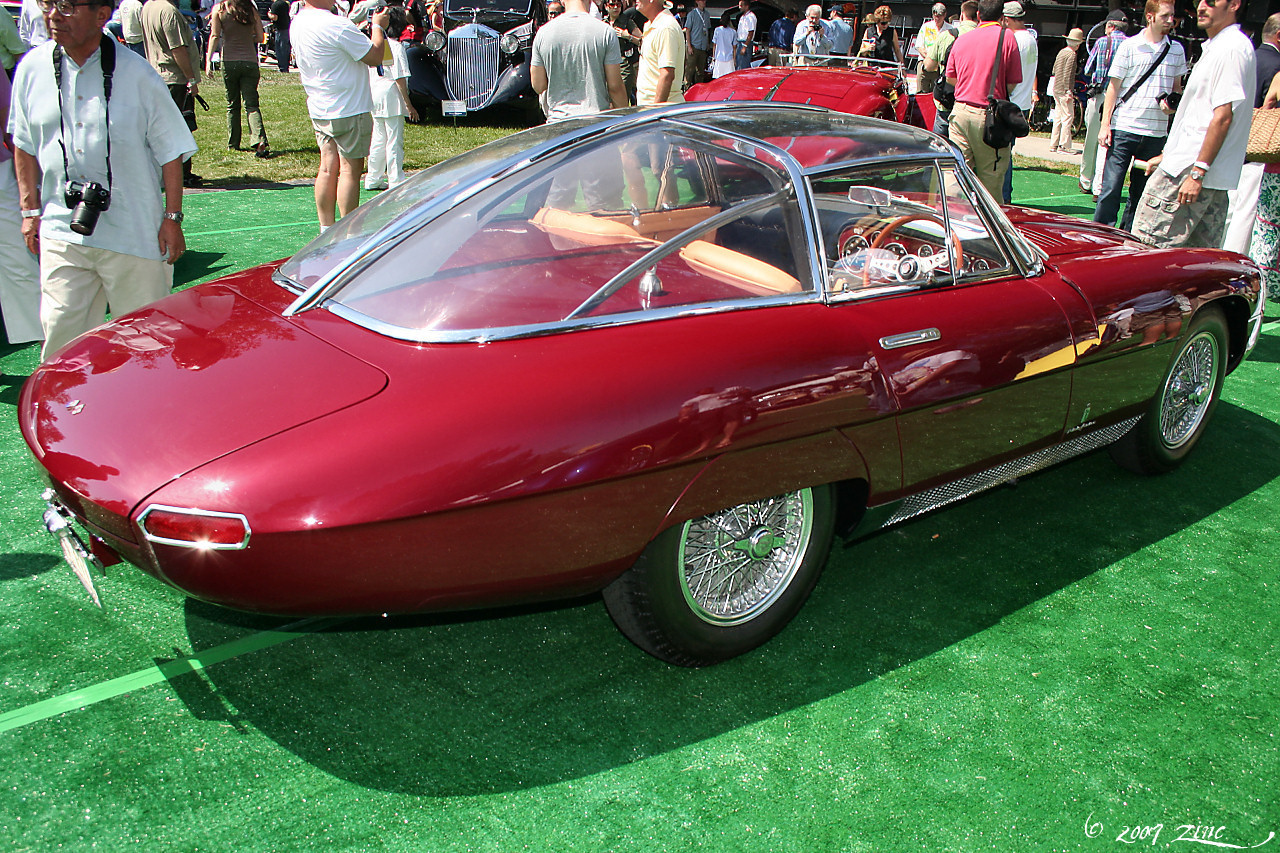
Obsérvese la cola redondeada, similar a la del futuro "Duetto".

Para diseñar al nuevo spider, en 1965 se encargó a Pininfarina la realización del Superflow, una serie de interesantes propuestas estilísticas basadas en uno de los chasis de competición 6C 3000 CM construidos por Alfa Romeo en 1953.
El primer coche de ensueño de la serie Superflow, el Superflow I con aletas delanteras y techo de plexiglás y aletas traseras, se presentó en el Salón del Automóvil de Turín 1956. 1956, seguido de sus evoluciones Super Flow II, con guardabarros de chapa convencionales, Superflow III, una araña sin techo ni aletas traseras, y finalmente Super Flow IV de 1960 con techo de plexiglás y cola redondeada, todos ellos basados en el mismo chasis y con la misma línea básica.
Partiendo de esta base estilística, un grupo de diseñadores de Pininfarina, dirigido por Aldo Brovarone y supervisado por Franco Martinengo, realizó el boceto que obtuvo la inmediata aprobación preliminar de la dirección de Alfa Romeo. El camino evolutivo de perfeccionamiento tridimensional, desde la maqueta hasta el prototipo definitivo, pasando por la construcción de la máscara de carrocería, fue seguido constantemente por Battista Pininfarina que realizó y, en algunos casos, efectuó personalmente decenas de pequeños cambios que resultaron decisivos para llegar a la obra maestra formal representada por el "Duetto".
Fue el último automóvil nacido bajo la dirección del carrocero turinés, que falleció pocas semanas después de la presentación pública del "Duetto", el 10 de marzo de 1966 en el 36º Salón del Automóvil de Ginebra.

## Campaña publicitaria
Para el lanzamiento del "Duetto", el presidente Giuseppe Luraghi y el equipo de "creativos" que formaban la oficina de relaciones públicas de Alfa Romeo en aquel momento, concertaron una inteligente campaña publicitaria destinada a crear acontecimientos públicos incluso fuera del contexto automovilístico. Tras su debut en el Salón del Automóvil de Ginebra, al que la prensa dedicó un amplio espacio, el coche se presentó en varias ocasiones y fue abordado por personalidades de la política y los negocios, pero también del mundo del espectáculo como Gino Bramieri. También se celebró una semana de pruebas en las carreteras del Lago de Garda, reservada a los periodistas.
Como preludio a la presentación en Estados Unidos, se organizó un crucero por el Atlántico de Génova a Nueva York, con escala en Cannes para asistir al festival de cine del mismo nombre. A bordo del transatlántico Raffaello, con 1.300 invitados del mundo de la moda, el espectáculo, la música y el deporte -entre ellos Vittorio Gassman, Rossella Falk, Anna Moffo y Marie Laforêt- se embarcaron tres ejemplares del "Duetto", uno verde, uno blanco y uno rojo, para representar la bandera italiana. En el transcurso del crucero, se planeó un sorteo entre los participantes, otorgando un "Duetto" como premio: la ganadora fue la modelo Heidi Gover, por aquel entonces top model de Oleg Cassini.
Pero la gran popularidad internacional llegó en 1967, cuando el "Duetto" se convirtió en una especie de estrella de cine con la película El graduado, protagonizada por Anne Bancroft y Dustin Hoffman. Desde aquella primera aparición, el "Duetto" se ha utilizado como coche de escenario en unas 300 producciones cinematográficas y televisivas.
Entre los proponentes del nombre "Duetto" se encontraba el ganador del coche en subasta, Guidobaldo Trionfi de Brescia, que recogió su Spider blanco el 17 de junio de 1966, entregado personalmente por el presidente Luraghi en la sede del Portello.
A partir de junio de 1966, el nombre se adjuntó oficialmente a la 1.ª serie del "1600 Spider", pero sólo pudo utilizarse para los 190 primeros ejemplares, debido a la homonimia con un aperitivo de chocolate de la época cuya empresa (Pavesi) reclamó el derecho al uso comercial del nombre "Duetto", obteniendo el uso exclusivo del nombre por el Tribunal de Milán.
El nombre "Duetto" se abandonó, pero quedó tan arraigado en el lenguaje común que todas las evoluciones posteriores de la araña Alfa Romeo, descendientes de ese primer modelo, se identifican normalmente (aunque de forma incorrecta) como "Duetto".
En 1994, el nombre "Duetto" reapareció oficialmente en la carrocería del "Spider Veloce CE", la última versión conmemorativa de la 4.ª serie, producida en 190 ejemplares sólo para el mercado estadounidense.

## Historia

### La 1.ª serie - "Osso di seppia" (1966 - 1969)
En 1966 se lanzó el "Alfa Romeo Spider 1600", equipado con el motor 1600 del Alfa Romeo Giulia Sprint GT en la versión más potente "Veloce".

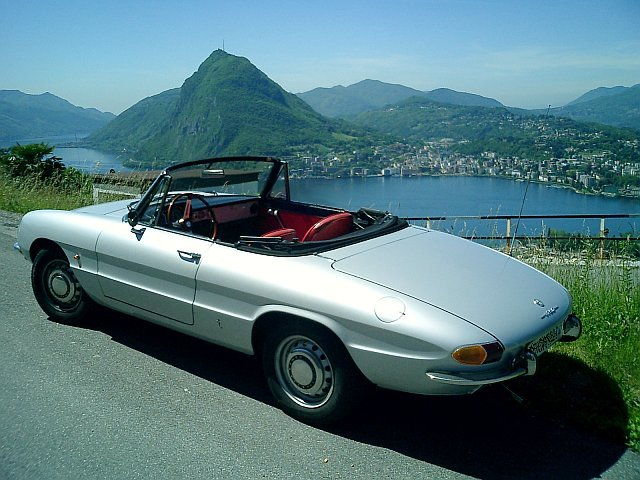
El "1750 Spider Veloce - 1ª serie" de 1968 también llamado Coda Longa u Osso di seppia

La forma, como se apresuró a especificar el fabricante, recuerda a un hueso de sepia, es decir, a la concha de un molusco, en virtud de la parte delantera y la cola redondeadas, unidas por laterales convexos, con una línea de cintura más bien baja. La cola, ahusada transversal y longitudinalmente, sigue los dictados del tipo cola de barco más clásico. Para la mecánica, se adoptó el nuevo chasis del Giulia, acortando la distancia entre ejes a 2.250 mm.
En la versión estadounidense, las tapas de plexiglás se sustituyeron por un embellecedor cromado.
En 1966, la única versión diseñada para ser un coche del segmento medio-alto fue el Spider 1600 "Serie 105.03" y denominado "Serie 105.05" en las versiones con volante a la derecha. Equipado con el código de motor "AR 00536", el clásico motor bicilíndrico de 4 cilindros y 1.570 cm³ de aleación ligera con 109 cv fue equipado con dos carburadores de doble cuerpo Weber 40 DCOE 27 o Solex C32 PAIA7 (menos común).
En 1967, para seguir la tendencia de aumento de las prestaciones de los automóviles de toda la "gama" Alfa Romeo, al ya brillante 1600 se unió una versión bautizada como "1750 Spider Veloce", que montaba el motor más potente y elástico código "AR 00548" de la serie 1750 (1.779 cm³) que desarrollaba 118 CV pero el peso de la carrocería aumentó de 990 kg a 1040 kg. Esta se convirtió en la nueva versión superior.

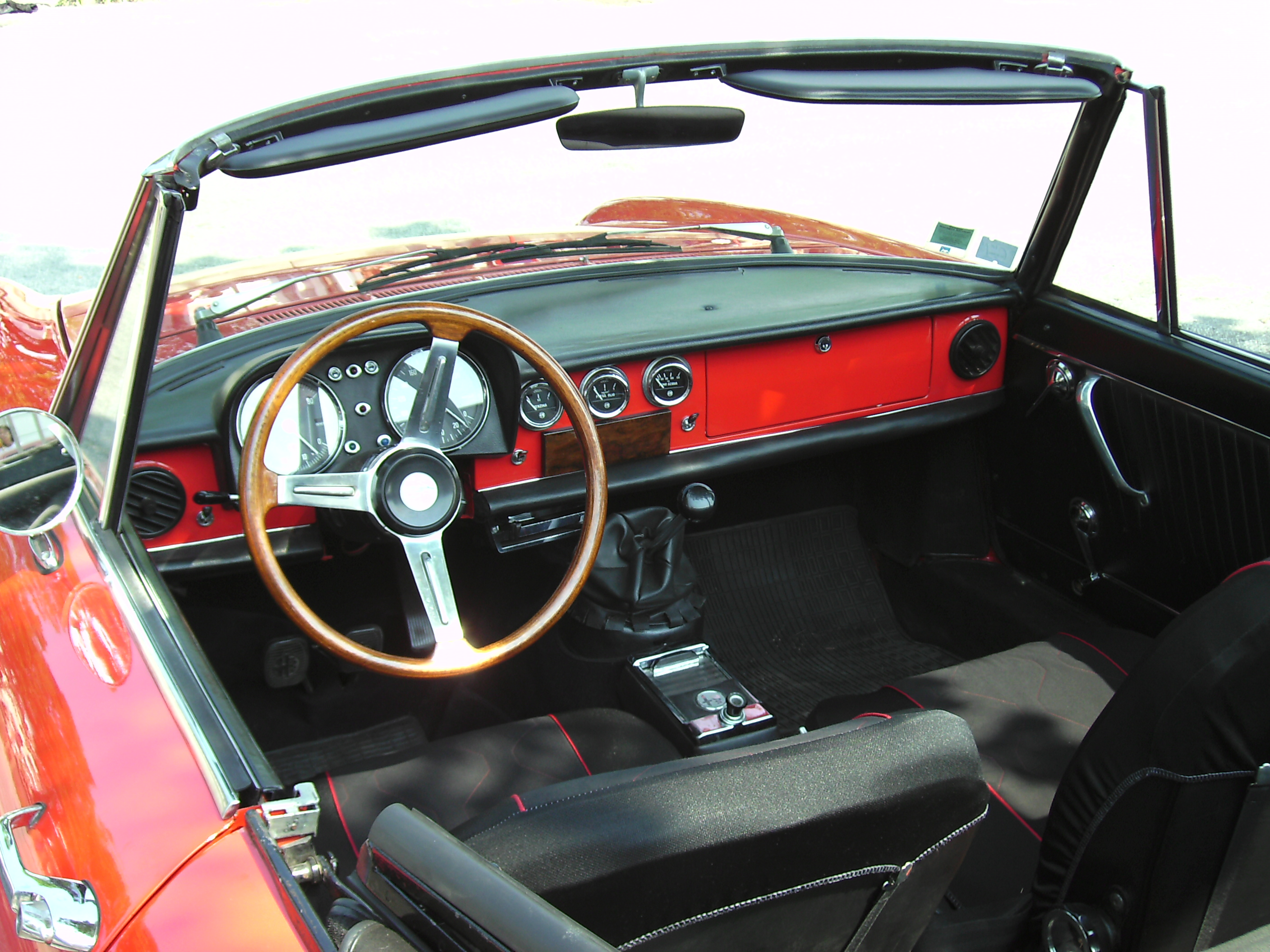
Los interiores del "Duetto - 1ª y 2ª serie"

A principios de 1968, para poder ofrecer un "Duetto" a un precio más bajo, se incorporó a la producción una versión más económica, denominada "Spider 1300 Junior", que se distinguía estéticamente por la ausencia de las tapas de los faros delanteros, los deflectores fijos y una posición diferente de las yemas de los intermitentes laterales. El motor era el mismo que el de la serie "GT 1300 Junior" "AR 00530"" con una cilindrada de 1290 cm³ y desarrollaba 89 CV. En diciembre de 1968 se dejó de fabricar el '1600 Spider', que se había creado como modelo superior y que para entonces había sido sustituido por la nueva versión más potente con el motor '1750'. Se mantuvieron en producción el "1750 Spider Veloce" y el "Spider 1300 Junior", más pequeño y económico.

### La 2.ª serie - 'Split tail' (1969 - 1982)

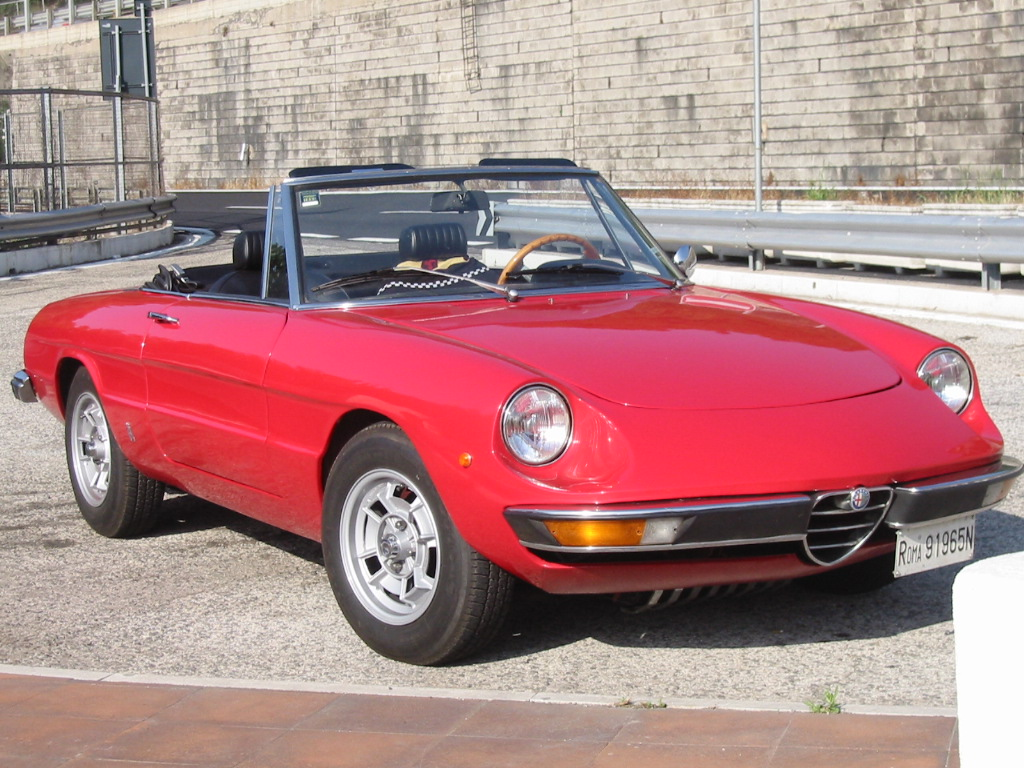
"Spider 1600 Junior - 2ª serie" de 1974

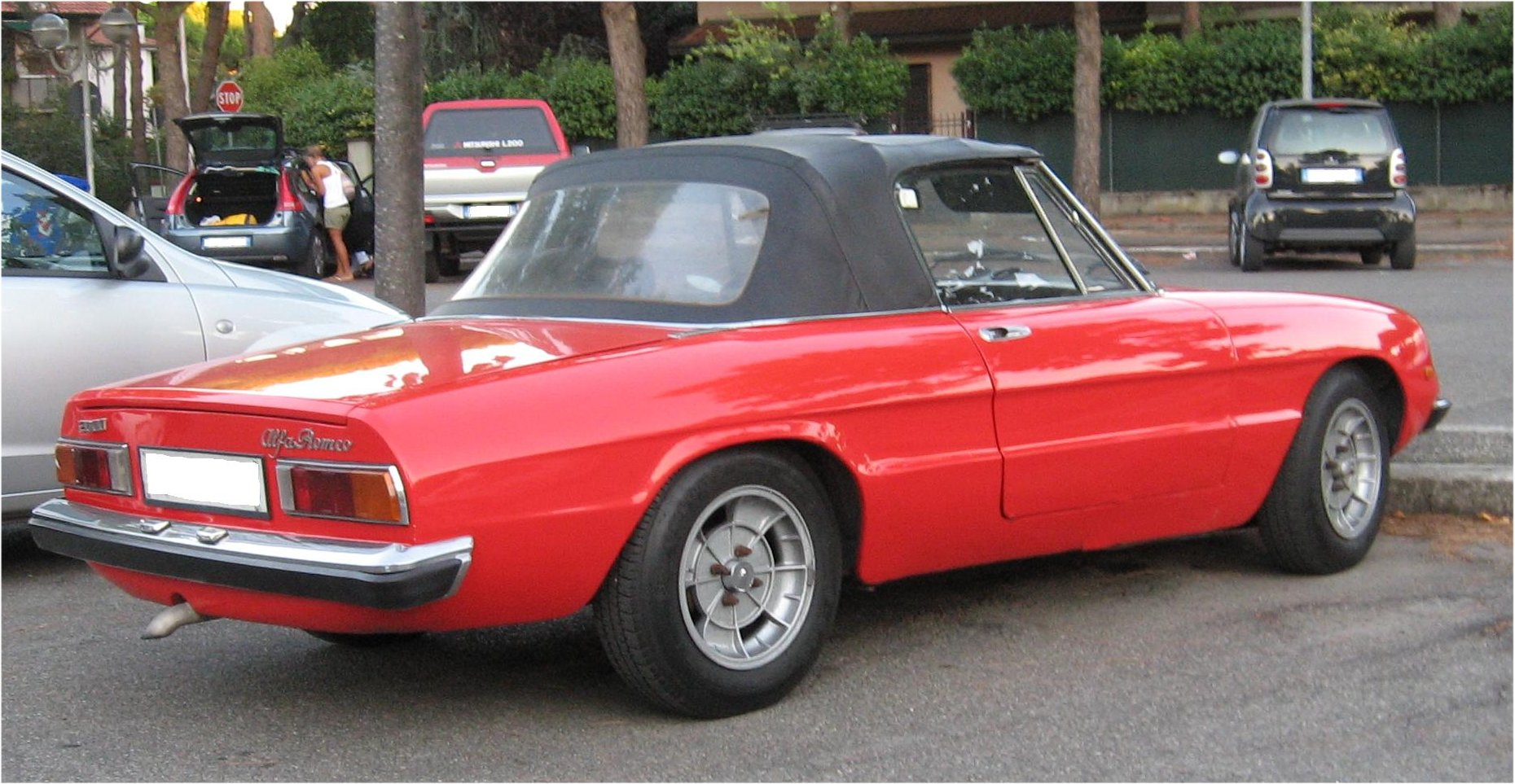
"2000 Spider Veloce - 2ª serie" de 1971

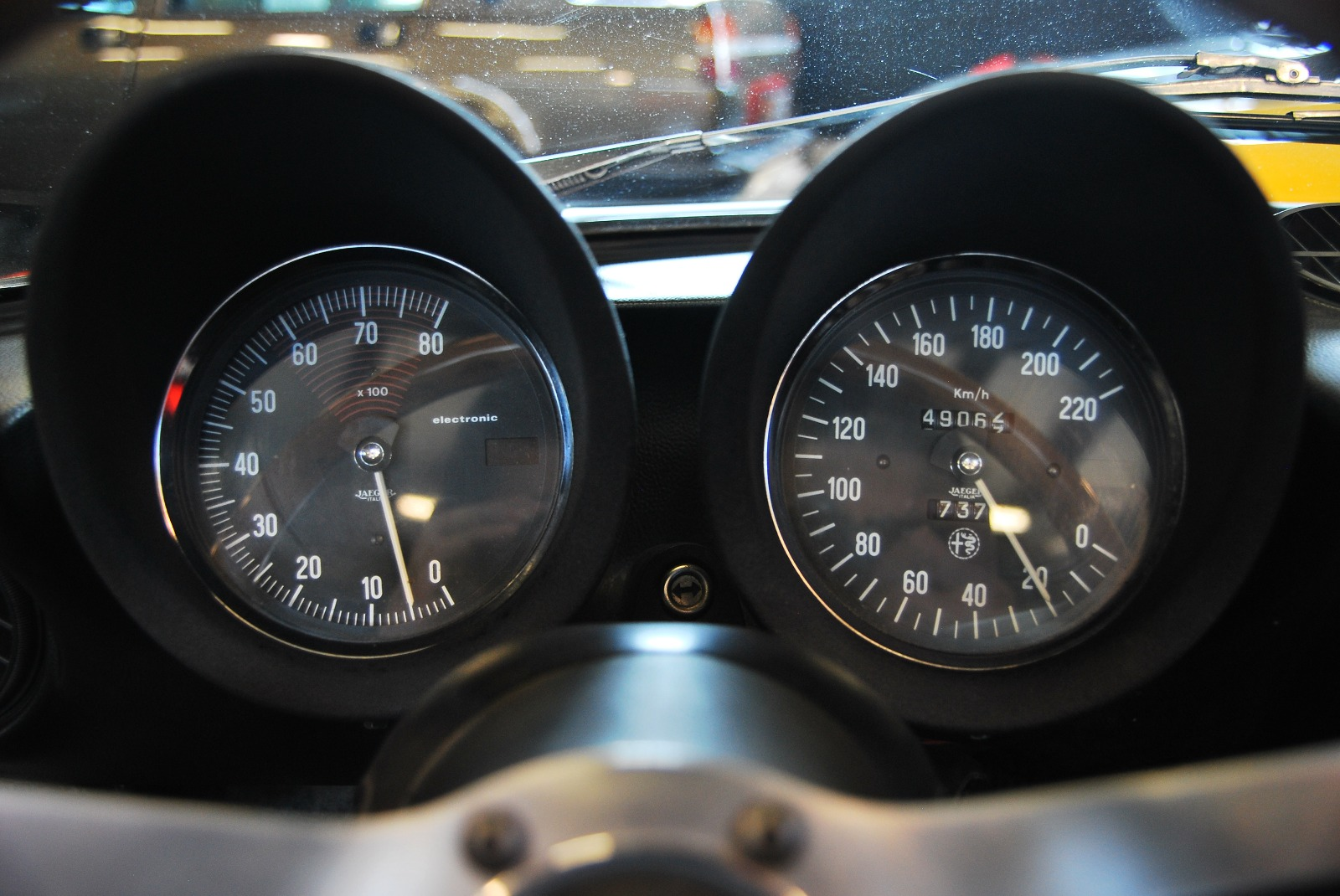
Salpicadero Alfa Romeo Duetto 2000 Veloce y 1.6 Unificado

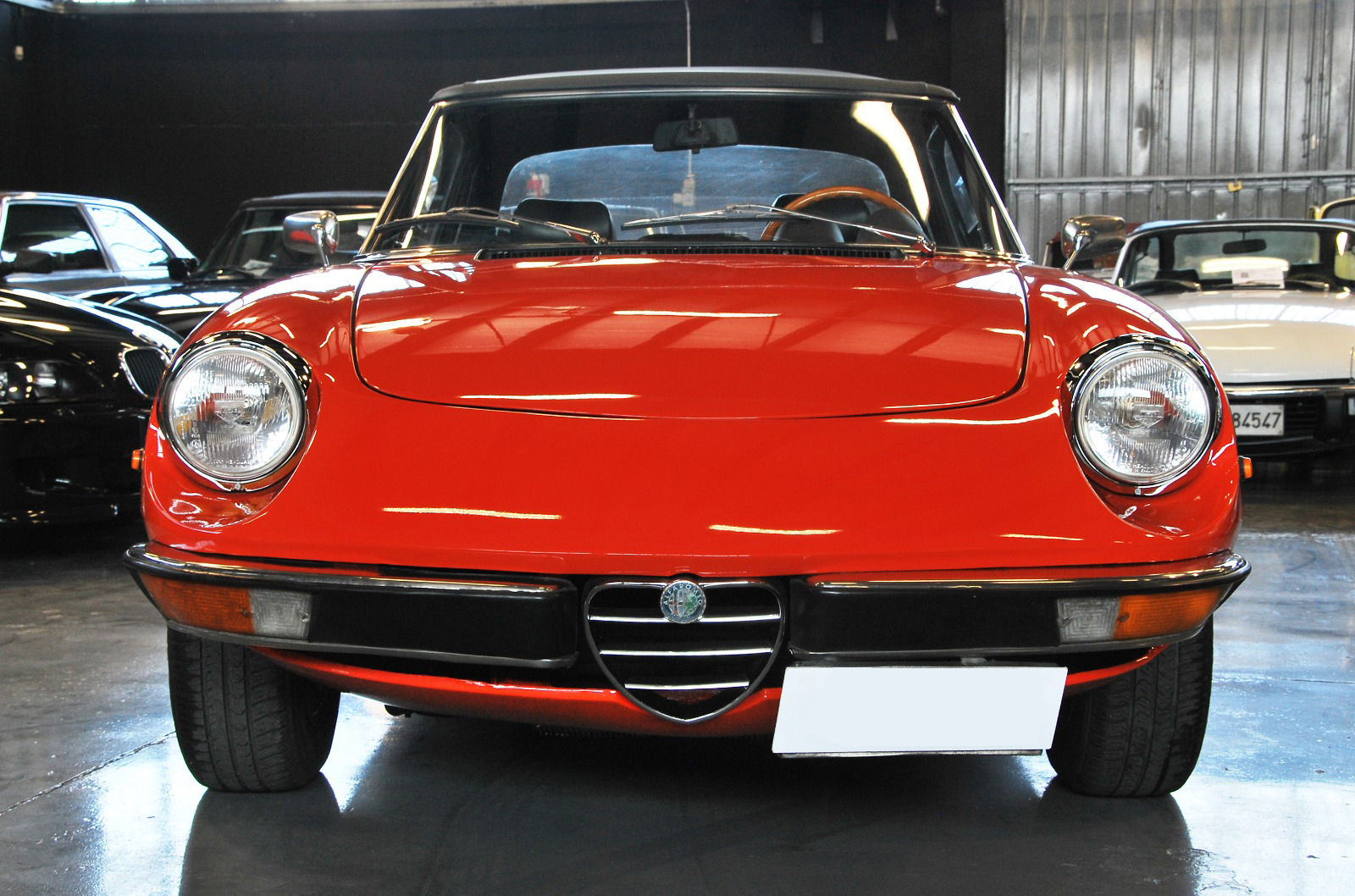
Alfa Romeo Spider "Duetto" 1981 (1.6 Unificado - Tipo 11535)

Presentado en 1969 en el salón del automóvil de Turín, la segunda serie del Duetto se caracterizaba por la "cola cortada", en deferencia a las teorías aerodinámicas propuestas por el profesor Kamm, para una menor resistencia causada por los vórtices de aire que se desprendían repentinamente debido a la cola truncada. Los parachoques se modificaron en consecuencia, en acero inoxidable y con un perfil protector de goma, los embellecedores de los faros se mantuvieron de serie en el 1750 y más tarde en el 2000, hasta alrededor del año 1980, pero nunca se adoptaron en el 1300/1600 junior, así como una mayor inclinación del parabrisas, en beneficio del diseño y la aerodinámica. La capota de lona también se modificó ampliamente, con fijaciones completamente en el interior de la carrocería, para una mayor impermeabilidad y facilidad de uso. La longitud se redujo de 4.250 mm. a 4.120 mm.

### La 3.ª serie - 'Aerodinámica' (1983 - 1989)
Un retoque sustancial de la línea en 1983 supuso la adopción de nuevos parachoques envolventes, mientras que la cola truncada se modificó con un nuevo juego de pilotos traseros más grandes y un alerón sintético negro. La modificación, en sí misma "original" y en línea con las tendencias de principios de los años ochenta, no es muy apreciada hoy en día, pero sin embargo deriva de un profundo estudio realizado por Pininfarina en el túnel de viento, con ventajas aerodinámicas que sin embargo no beneficiaron a la estética del ya clásico Spider.
El interior del coche consta de un volante de brezo con aspecto de Hellebore, un panel de instrumentos con "párpados" separados para el cuentarrevoluciones y el cuentakilómetros, y un túnel central con indicador de combustible, presión de aceite y temperatura del agua, extremadamente minimalista tomado directamente de la serie anterior.

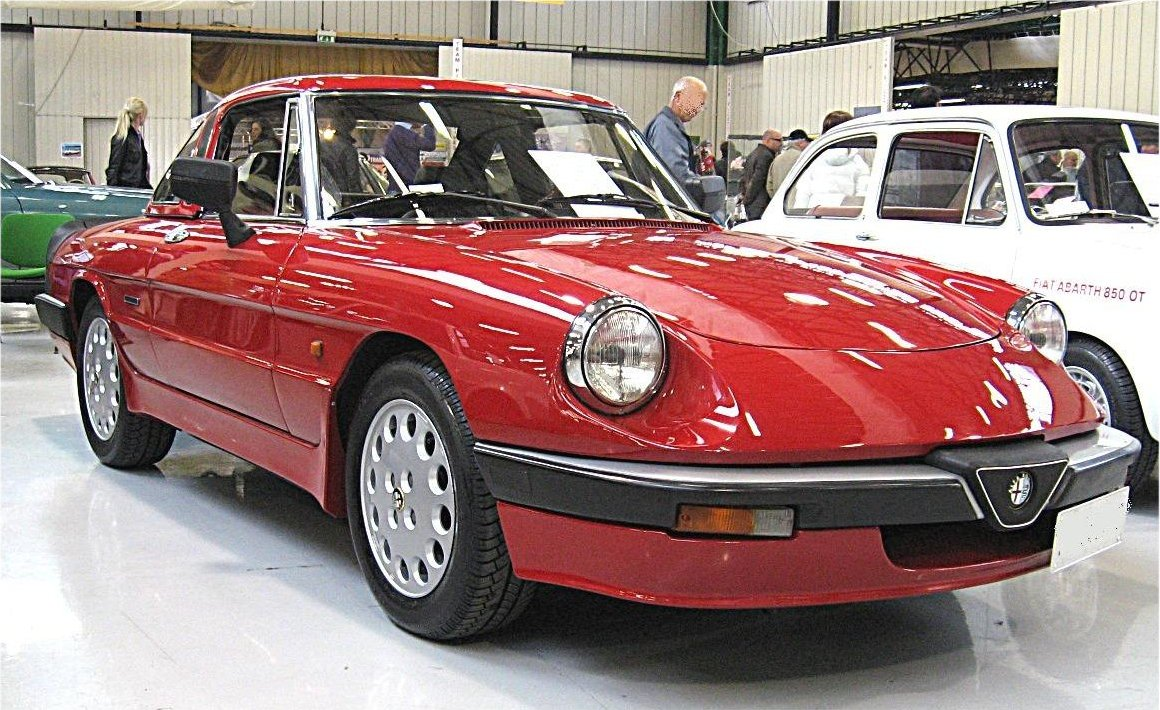
Spider Quadrifoglio Verde - 3.ª serie

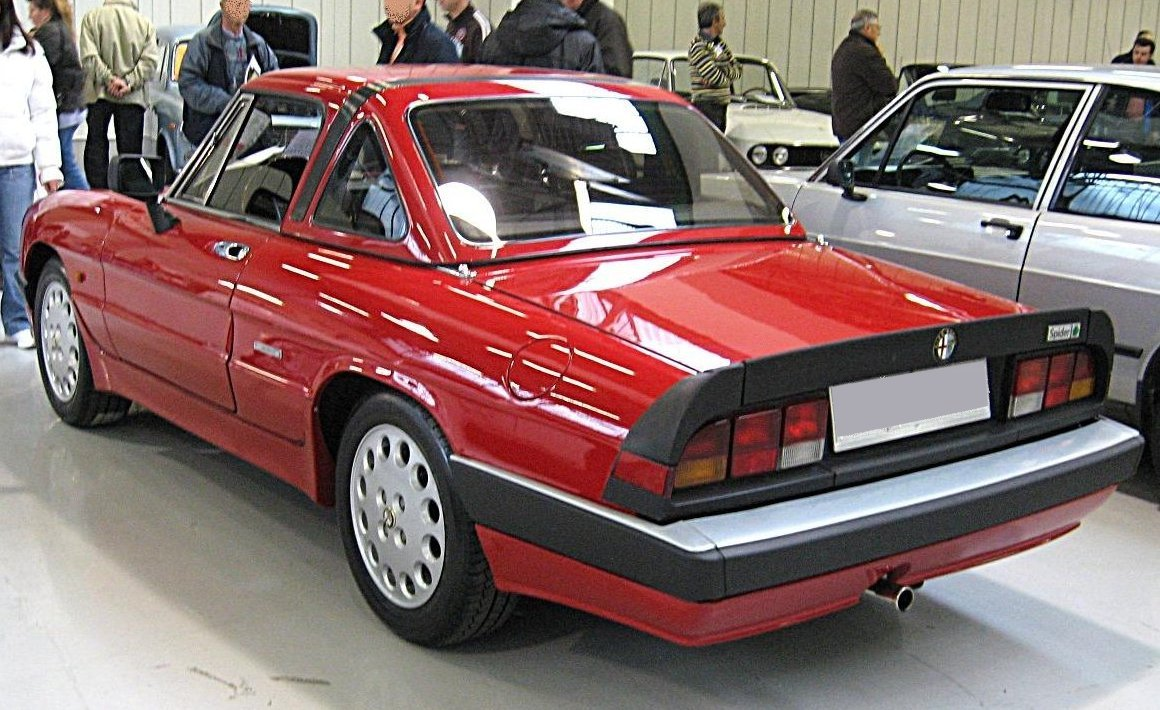

Permanecería sin cambios hasta 1986, cuando el clásico cuadro de instrumentos con dos párpados fue sustituido por uno con un solo párpado, que albergaba también los instrumentos secundarios, antes situados en la consola central, en cuyo lugar se insertaron salidas de aire adicionales: además de enriquecer la instrumentación con el voltímetro, antes ausente, también se benefició el aire acondicionado. También en 1986, los clásicos retrovisores cromados fueron sustituidos por dos retrovisores Vitaloni específicos para cada modelo, de plástico negro como el resto de la tapicería, llamados "candelabros" por los aficionados debido a su mayor tamaño y a que sobresalían del contorno de la carrocería. Hasta el final de la serie, en 1990, no hubo cambios sustanciales. Esta serie se fabricó con dos motores, con carburadores (1.600 y 2.000), AR00526/A*S y AR00515: potencias respectivamente de 102 DIN CV y 128 DIN CV.
En 1986, se lanzó al mercado una nueva versión reestilizada del 2000 con carburador, denominada "Quadrifoglio Verde". Aunque la potencia no variaba y el motor era el clásico AR00515 de 128 CV, los cambios en la carrocería, como los parachoques delantero y trasero que incorporaban marcados embellecedores aerodinámicos, en diseño común con los faldones laterales, y las nuevas llantas de aleación de 15 pulgadas, lo hicieron inmediatamente reconocible.
En el interior, esta versión de aspecto más atrevido presentaba unos asientos más envolventes de color gris plomo con costuras rojas, al igual que la alfombra roja del suelo. En el exterior, se mantenían los suaves apéndices de goma ya presentes en el colín; los retrovisores eran también los nuevos "candelabros", de plástico negro. El "Quadrifoglio Verde" se fabricó de 1986 a 1989 en 2.692 ejemplares y en sólo dos colores: Rosso Alfa y Grigio Metallizzato. En los ejemplares destinados al mercado estadounidense, el Quadrifoglio Verde estaba equipado con inyección electrónica de combustible y también estaba disponible en otros colores, como el negro pastel. El Spider Quadrifoglio Verde representaba la máxima expresión del Spider en la década de 1980, con muchos detalles que anticipaban la futura Cuarta Serie.
Esta serie llegó a su fin con la llegada de la cuarta y última serie en 1989, y fue la última en ofrecer el motor de 2000 cm³ con carburadores, por motivos de cumplimiento de la normativa anticontaminación.
La tercera serie "Spider" se ofrecía con capota blanda y podía equiparse opcionalmente con techo duro (en el color del coche, que se distinguía por una banda transversal negra "original" del 86).

### La 4.ª serie - 'Última' (1989 - 1994)

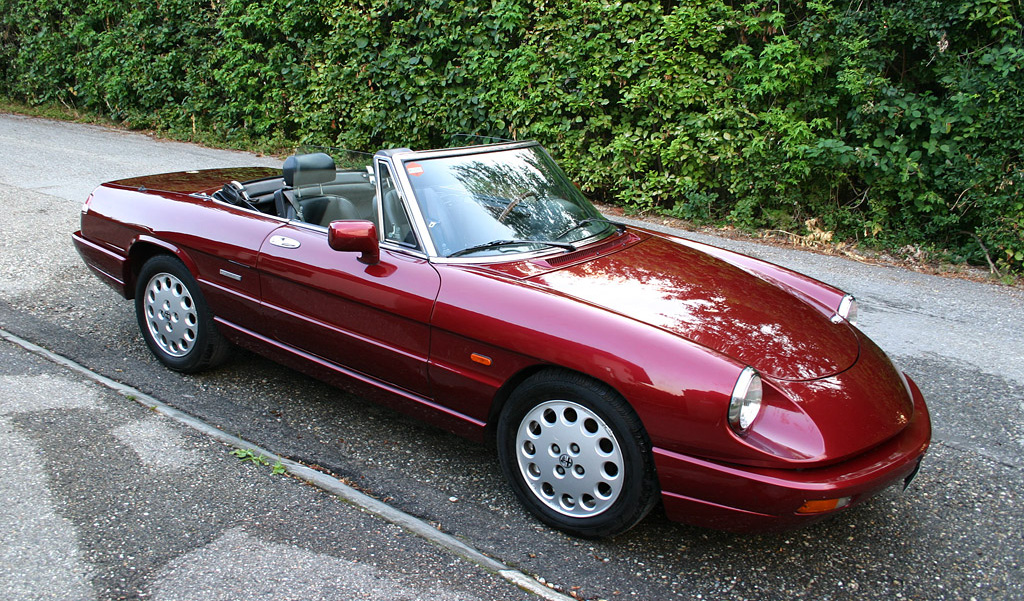
"Spider 2.0 - 4ª serie" de 1992, "Rosso Winner Metallizzato" con capota abierta

En la última serie del otoño de 1989, Pininfarina volvió a sus orígenes, produciendo una línea limpia y aerodinámica obtenida mediante la eliminación de los apéndices que lo hacían más pesado; con la desaparición del alerón, el look es más aerodinámico y decididamente llamativo. Los paragolpes son de tipo integrado, más rebajados y del mismo color que la carrocería, el nombre de la marca del escudo delantero se ha revisado y tallado en el paragolpes, los faldones laterales se sustituyen por cubrebujes. Los nuevos retrovisores eléctricos regulables desde el interior y los grupos ópticos traseros se rediseñan al estilo del entonces buque insignia 164. La disposición mecánica se mantiene sin cambios y el Spider se ofrece en versión de 1.600 con carburador y motor AR01563 de 109 CV a 6.000 rpm, y en versión de 2.000 cc con inyección electrónica, esta última equipada con un variador de fase que actúa sobre el eje de admisión. El 2.000 está equipado con el motor AR01590 de 126 CV y el AR01588 de 120 CV equipado con catalizador y sonda lambda. Esta versión se comercializa inicialmente para el mercado estadounidense, y a partir de 1992 se convierte en la única versión del Spider 2.0i cat. Además, todos los 2.0 están equipados con un diferencial autoblocante.

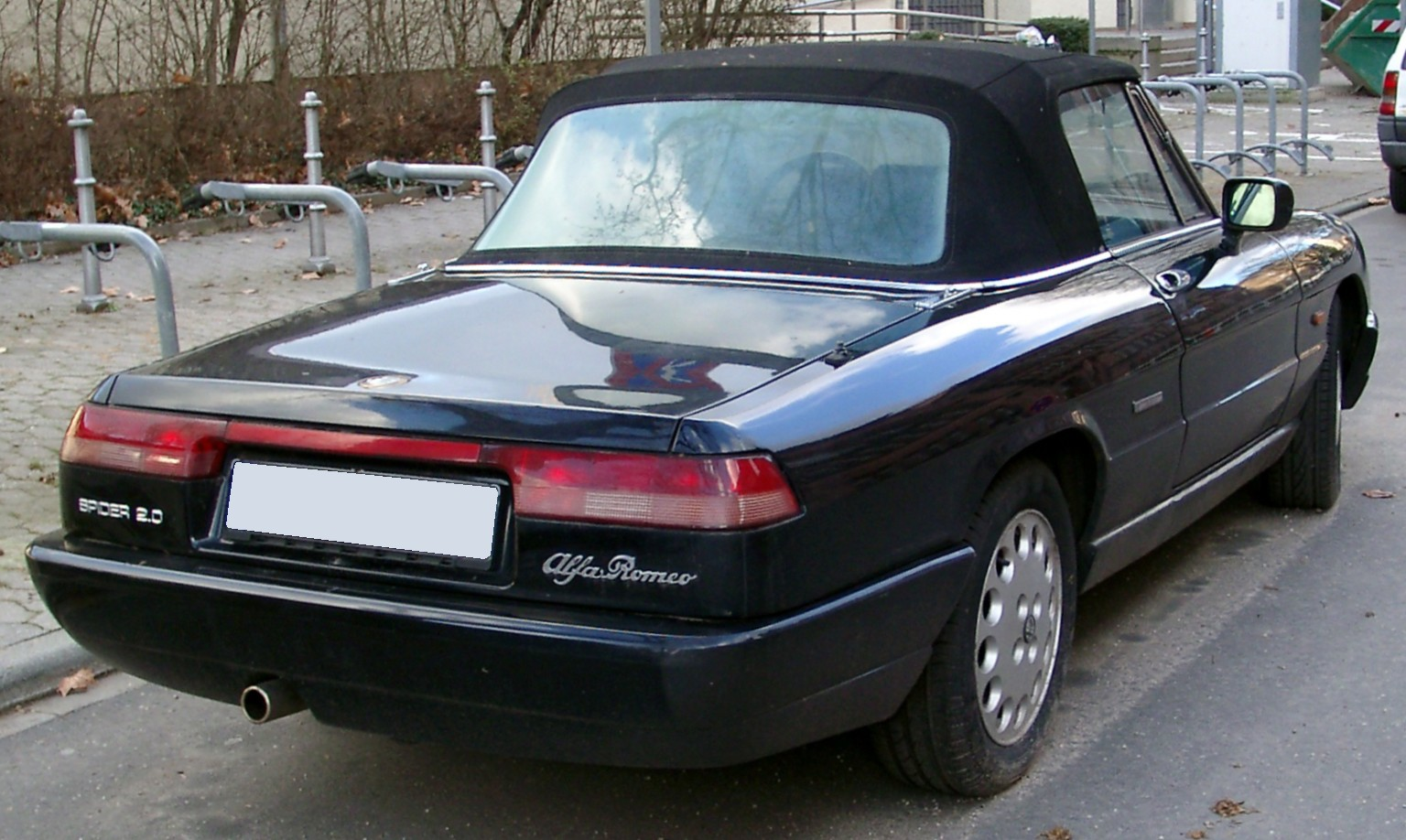
"Spider 2.0 - 4ª serie" de 1990, con capota cerrada

La tapicería de serie es de color beige celeste o negro (este último disponible a partir de 1992) con la parte central de alcántara; la tapicería de cuero es opcional con sobrecoste, los asientos se retrasan unos centímetros y se adopta la dirección asistida en todos las versiones. 
La "Cuarta Serie" se fabricó en (18.456 ejemplares) y se vendió en tres versiones: 1600 carburador, 2000 i.e. y 2000 i.e. catalítico; todas se ofrecían con la posibilidad de tener como accesorio el techo duro sin cambios de la "Tercera Serie".
En 1990, se ofrecieron inicialmente colores como el clásico "rosa Alfa", "negro", "verde inglés", "gris metalizado", "blanco" y "rojo proteus" (el color rojo perla más claro presente en el prototipo Alfa Romeo Proteo). El "Giallo Ginestra" con interior negro también se ofreció como opción con los demás colores a partir de 1992. Se ofrecía como opción un interior de cuero rojo, en combinación con 'N
negro' o 'Blanco'. Uno de los primeros prototipos se presentó en color rosa en 1989, también se fabricaron un prototipo rojo proteo con interior de cuero rojo, un prototipo verde metalizad con interior de cuero arena y un prototipo azul metalizado con interior de cuero azul.
Para el mercado estadounidense, donde la cuarta serie del Spider se denominó Spider Veloce, esta última serie sólo se ofreció en versión 2.0 de inyección catalítica, para cumplir la normativa estadounidense, todos los coches se equiparon con un airbag insertado en el volante, un tercer stop carenado en el maletero trasero y parachoques de rodilla más voluminosos y prominentes. Los parachoques estaban equipados internamente con amortiguadores accionados por gas en lugar de los soportes fijos de las versiones europeas (externamente no hay diferencias notables con la versión europea, salvo por las luces de posición laterales insertadas directamente en los parachoques). Todos los coches destinados al mercado americano estaban equipados con aire acondicionado e interior de cuero auténtico (sólo los asientos) y pomo del cambio de madera, mientras que en la instrumentación el velocímetro sustituía al cuentakilómetros, aunque los gráficos del indicador de velocidad tenían doble escala en millas y kilómetros. Estaba disponible con la tradicional caja de cambios manual de 5 velocidades y, opcionalmente, también con una lenta transmisión automática de 3 velocidades. El Spider Veloce se exportó de EE.UU a Canadá y Japón, pero sólo unos pocos ejemplares se vendieron originalmente en Europa, mientras que muy pocos se quedaron en Italia.
La producción cesó definitivamente en abril de 1993, salvo la reedición de los 190 ejemplares de la serie especial numerada "Commemorative Edition" preparada a principios de 1994.

### Equipamiento especial
Aunque el Spider se fabricó durante más de un cuarto de siglo, la empresa sólo preparó tres versiones especiales: dos para el mercado estadounidense y una para el francés.
En 1978, se presentó para el mercado estadounidense la primera serie especial denominada "Edición especial Niki Lauda", de la que se fabricaron 350 ejemplares idénticos y numerados, basada en el "2000 Spider Veloce America" con inyección de combustible SPICA. Se fabricó en honor del campeón del mundo de Fórmula 1 Niki Lauda que corrió con el Brabham BT46/B/C propulsado por el 12 cilindros Alfa Romeo en 1978 y 1979. La carrocería está pintada con los colores rojo/azul y con los detalles de la escudería patrocinada por Parmalat, y lleva la inscripción "Niki Lauda F1" en el frontal y en la cola, así como el quadrifoglio verde en las aletas delanteras. La cola se distingue por un llamativo apéndice aerodinámico, que anticipaba el que aparecería más tarde en la tercera serie. En el salpicadero hay una placa con el número del modelo y el autógrafo de Niki Lauda, rodeada por el logotipo de Alfa Romeo a la izquierda y el trébol verde de cuatro hojas a la derecha. Las llantas de aleación Campagnolo completan la dotación.
La última versión especial del Spider se preparó en 1994 sólo para el mercado estadounidense en 190 ejemplares. Bautizada, como todas las versiones estadounidenses de la cuarta serie, "Spider Veloce", con las iniciales combinadas "CE" (acrónimo de "Commemorative Edition"), celebraba 28 años de producción y la conclusión de la misma. Con esta última versión, vuelve oficialmente la mención "Duetto", legible en el emblema dorado situado en el centro de la parrilla y formado por la intersección de las banderas con los escudos de Alfa Romeo y Pininfarina, con la mención "Alfa Romeo Spider Duetto 1966-1994". La Commemorative Edition también se distingue en el exterior por los centros de rueda con el logotipo Alfa Romeo en color y la inscripción CE en la parte trasera, mientras que en el interior se distingue fácilmente por las inserciones de madera de brezo en las puertas y en la consola central, y por una placa dorada con el logotipo Alfa Romeo aplicada en la puerta de la guantera con el número del ejemplar y 3 estrellas. El pomo del cambio es de madera de brezo con logotipo. Se entregaban con un certificado de origen y un kit de accesorios específicos que incluía un llavero con el número de modelo. Los coches de esta serie derivan de la versión americana, por lo que todos están equipados con aire acondicionado, un air bag y un catalizador que limita la potencia a 117 CV. La edición conmemorativa CE se fabricó en varios colores, con interiores en beige o negro.